# Gower Gulch
Gower Gulch est le surnom donné à partir du début des années 1930 au carrefour entre Sunset Boulevard et Gower Street dans le quartier de Hollywood (Los Angeles), en Californie. Il se situe au 6098 Sunset Boulevard.

## Présentation
À l'époque du cinéma muet, le quartier comptait de nombreux studios (Paramount Pictures, RKO Pictures, etc.). Les nombreux figurants de westerns, très en vogue à l'époque, partaient de chez eux en tenue de cowboy et venaient à pied aux abords des studios. Ils avaient pris pour habitude de se rassembler à cet endroit et de là est né le surnom de « Gower Gulch » (gulch : ravin en anglais), en référence à un canyon de la vallée de la Mort.
La légende veut qu'un drugstore, situé à cet endroit, ait donné naissance à l'expression « Drugstore Cowboy » (les américains appellent ainsi quelqu'un qui veut se faire passer pour un cowboy en en portant l'habit mais qui ne sait chevaucher que le tabouret de la fontaine à soda du drugstore).
De nos jours, un petit centre commercial conçu comme un décor de western occupe les lieux.

## Univers de fiction
Le quartier devient célèbre auprès les cinéphiles à partir de 1943 grâce au film « Thank Your Lucky Stars », lorsque Dennis Morgan et Joan Leslie visitent « Gower Gulch », village de la famille du cinéma de Hollywood Hills. Bien que la scène soit tournée dans un décor de studio, elle est une réplique fidèle de ce qu'était le village à l'époque, construit à partir de décors de tournage au rebut.
En 1951, on retrouve une référence à Gower Gulch dans un dessin animé de Warner Bros. avec « Daffy Duck ». Dans l'épisode, intitulé « Drip-Along Daffy », on peut entendre l'air « The Flower of Gower Gulch » (La Fleur de Gower Gulch), écrit par Michael Maltese (1908-1981)